# Rosa Arbman
Rosa Sofia Arbman, född 29 juni 1861 i Rätans socken i Jämtland, död 27 februari 1919 i Sundsvall, var en svensk författare som delvis skrev på jämtska.

## Biografi
Rosa Arbman flyttade som tvååring till Sunne i Jämtland där hon växte upp i Sunne prästgård som yngsta dotter till prosten Ernst Arbman.
Några år efter sina första artiklar i lokalpressen i Jämtland började hon med sina sedermera så populära "landsmålsaftnar" med uppläsningar på jämtska. Där uppträdde hon i rollen som "Mor Dårdi" iförd en folkdräkt från Sunne, och spelade hustru till bonden Mårten som "var tolvman och hade lagboka". Dessa landsmålsaftnar kom hon så småningom att hålla på ett stort antal platser i hela Sverige, bland annat på Skansen.
Rosa Arbman var en av pionjärerna för att bevara och sprida jämtskan. Hon är begravd i den Arbmanska graven på Sunne kyrkogård.

## Övrigt
Kompositören Wilhelm Peterson-Berger tillägnade henne pianostycket Valzerino år 1892.